# Bèthhag
Bèthhag (francès Betchat) és un municipi francès, situat a la regió d'Occitània, departament de l'Arieja.